# Spitzkoppe
Lo Spitzkoppe (chiamato anche Spitzkop, Groot Spitzkop o Matterhorn of Namibia, "il Cervino della Namibia") è una formazione montuosa costituita da diversi picchi granitici che si trova fra Usakos e Swakopmund, nel deserto del Namib, in Namibia. La roccia, completamente spoglia di vegetazione, ha più di 700 milioni di anni; la vetta più alta tocca i 1784 m s.l.m., e si staglia quasi a picco per 700 m dall'altopiano circostante. Vicino allo Spitzkoppe si trova un'altra vetta meno elevata, detta Piccolo Spitzjoppe (1584 m), e una catena montuosa che prende il nome di Monti Monti Pontok.

## Ascesa allo Spitzkoppe
La scalata dello Spitzkoppe è alla portata delle tecniche moderne di alpinismo, ma in tempi passati questa vetta rappresentava un obiettivo relativamente ambizioso, soprattutto a causa della sua posizione isolata, del difficile clima del deserto, e della totale mancanza di acqua. Secondo una leggenda probabilmente infondata, un soldato tedesco sarebbe giunto in cima allo Spitzkoppe nel 1904 (quando la Namibia era ancora l'Africa Tedesca del Sud-Ovest) e avrebbe acceso un fuoco sulla vetta; il soldato non tornò mai indietro e il suo corpo non fu mai ritrovato.
La prima scalata documentata fu portata a termine nel 1946 da una squadra di Città del Capo guidata da S. Le Roux. Una seconda spedizione - O'Neil, Shipley e Schaff - trovò un nuovo percorso d'accesso che passava dagli estremi settentrionali del picco; non riuscirono però ad arrivare alla cima. Una parete di granito di 3 m particolarmente liscia porta ancora i segni di un'antica scalata, gradini di metallo piantati nella roccia.
Hans, Else Wong e Jannie de Villiers Graaf giunsero in vetta ancora nel 1946. Per oltre un ventennio, lo Spitzkoppe fu descritto come una vetta che richiedeva due o tre giorni di faticosa scalata. Questa reputazione fu demolita nel 1971 da un gruppo guidato da J. W. Marchant, del club alpinistico e sciistico dell'Università di Città del Capo, che giunse in vetta in quattro ore senza far uso di funi e senza far ricorso ai gradini metallici.

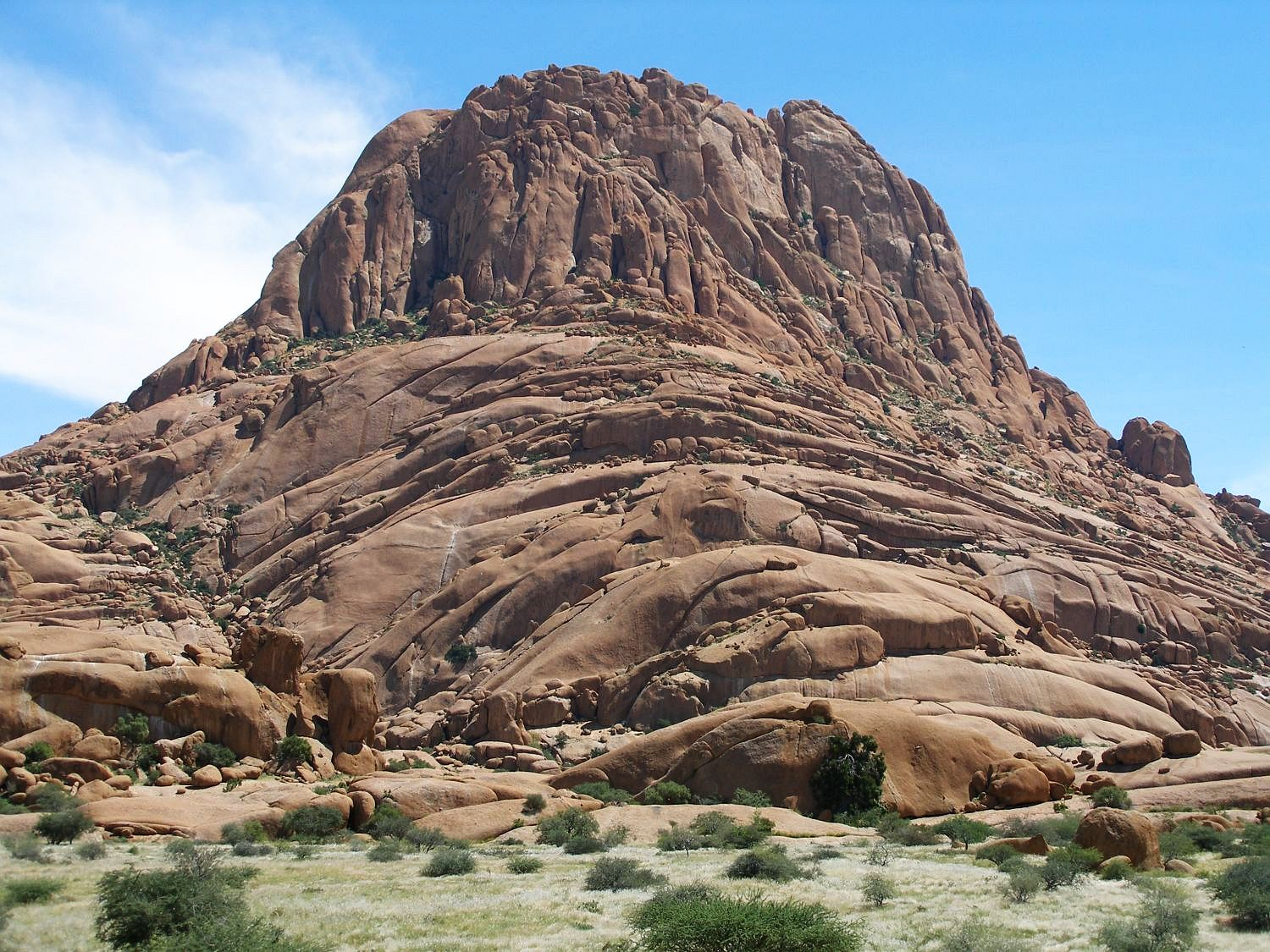
Lo Spitzkoppe